# Eva G. R. Taylor
Eva Germaine Rimington Taylor (* 22. Juni 1879 in Highgate, London; † 5. Juli 1966 in Wokingham, England) war eine britische Wissenschaftshistorikerin und Geographin. Sie war die erste Professorin für Geographie im Vereinigten Königreich.

## Leben
Taylor studierte Chemie an der Universität London (Bachelor 1903) und weiter in Oxford, während sie nebenbei Chemielehrerin war. Sie war 1908 bis 1910 Forschungsassistentin des Geographen A. J. Herbertson in Oxford, schrieb Geographie-Lehrbücher für Schulen (mit J. F. Unstead) und unterrichtete am Clapham Training College for Teachers, dem Froebel Institute, dem East London College (das spätere Queen Mary and Westfield College) und dem Birkbeck College. 1929 erhielt sie einen Doktortitel (D. Sc.) der University of London in Geographie und war ab 1930 Professorin für Geographie am Birkbeck College der University of London, wo sie 1944 emeritiert wurde.

## Wirken
Taylor schrieb Aufsätze und Bücher über Geographiegeschichte (vielfach in der Hakluyt Society, in deren Council sie war), Bücher über die Geschichte der Navigation bis James Cook (The Haven Finding Art) und die Geschichte der damaligen „angewandten Mathematik“ im England der frühen Neuzeit und des 18. Jahrhunderts, mit zahlreichen kurzen Biographien von bis dahin nur wenig erforschten und beachteten „Randfiguren“ der Mathematikgeschichte. Insgesamt bringen sie kurze Biographien von rund 2500 Personen.
Sie zeigte in den 1960er-Jahren als eine der Ersten, dass die sogenannte Vinland-Karte der Yale University wahrscheinlich eine Fälschung ist.
Sie war Ehren-Vizepräsidentin der Society of Nautical Research. Eine Vorlesungsreihe der Royal Geographical Society, Hakluyt Society und Society of Nautical Research ist nach ihr benannt ("Eva G. R. Taylor Annual Lecture").
Eva Taylor heiratete nie, hatte aber drei Söhne. Zeitweise war sie mit Herbert Dunhill (1882–1950), dem Bruder von Alfred Dunhill (Gründer der Tabak- und Pfeifenfirma) liiert.

## Schriften
- Tudor Geography, 1485–1583. London: Methuen, 1930.
- Late Tudor and Early Stuart Geography, 1583–1650. London: Methuen 1934.
- The Haven Finding Art: a history of navigation from Odysseus to Captain Cook. London: Hollis and Carter, 1956.
- The mathematical practitioners of Tudor and Stuart England. Cambridge: Cambridge University Press, 1954 [Zeit von 1420 bis 1715].
- The mathematical practitioners of Hanoverian England. Cambridge: Cambridge University Press, 1966 [Zeit von 1714 bis 1840].
- mit Michael Richey: The geometrical Seaman: a book of early nautical instruments. London: Hollis and Carter, 1962.

## Verweise
1. ↑  Ihr Buch ist in manchen Details kritisiert worden und inzwischen teilweise überholt durch die Arbeiten von Peter und Ruth Wallis (Index of British Mathematicians. 3 Teile. Newcastle-upon-Tyne 1967, 1986, 1993 [für das 18. Jahrhundert]), G. Clifton (Directory of British Scientific Instrument Makers 1550–1851. 1995), Sarah Bendall (Dictionary of Land-Surveyors and local map makers in Great Britain and Ireland 1530-1850. 2 Bände. London 1997)
2. ↑  Lesley B. Cormack, Steven A. Walton, John A. Schuster (Hrsg.), Mathematical practitioners and the transformation of natural knowledge in early modern europe, Springer 2017, S. 3
3. ↑  Unveröffentlicht. Sunday Times, 6. März 1966, S. 13; Michael Richey: E.G.R.Taylor and the Vinland Map. In: The Journal of Navigation Bd. 53 (2), 2000, S. 193–205, doi:10.1017/S0373463300008754.

| Personendaten    | Personendaten                                                                            |
| ---------------- | ---------------------------------------------------------------------------------------- |
| NAME             | Taylor, Eva G. R.                                                                        |
| ALTERNATIVNAMEN  | Taylor, Eva Germaine Rimington (vollständiger Name)                                      |
| KURZBESCHREIBUNG | britische Wissenschaftshistorikerin (Mathematik, Kartografie, Navigation) und Geographin |
| GEBURTSDATUM     | 22. Juni 1879                                                                            |
| GEBURTSORT       | Highgate, London                                                                         |
| STERBEDATUM      | 5. Juli 1966                                                                             |
| STERBEORT        | Wokingham, England                                                                       |